# Estació de Pihen
L'estació de Pihen és una estació ferroviària situada al municipi francès de Pihen-lès-Guînes (al departament del Pas de Calais).
És servida pels trens del TER Nord-Pas-de-Calais (de Boulogne-Ville a Lille-Flandres i de Calais-Ville a Amiens).
| Provinença     | Estació anterior | Línia                  | Estació següent | Destinació                        |
| -------------- | ---------------- | ---------------------- | --------------- | --------------------------------- |
| Calais-Ville   | Calais-Fréthun   | TER Nord-Pas-de-Calais | Caffiers        | Amiens                            |
| Boulogne-Ville | Caffiers         | TER Nord-Pas-de-Calais | Calais-Fréthun  | Lille-Flandres (via Calais-Ville) |